# Copa Bicentenario
Die Copa Bicentenario ist der 2019 eingeführte Pokalwettbewerb für Fußballvereine. In dem vom peruanischen Fußballverband ausgetragenen Wettbewerb nehmen die Mannschaften der ersten und zweiten Liga des Landes teil und spielen den Pokalsieger aus. 

## Geschichte
Für 2019 wurde der Pokalwettbewerb Copa Bicentenario neu eingeführt. Erster Sieger wurde Atlético Grau, das sich im Elfmeterschießen gegen Sport Huancayo durchsetzen konnte. 2020 wurde der Wettbewerb wegen der COVID-19-Pandemie nicht ausgespielt. 2022 wurde der Wettbewerb wegen Reformen des Verbands nicht ausgetragen.

## Teilnehmer
Teilnehmer sind die 18 Teams aus der Primera División und vierzehn Teams aus der Segunda División. Diese spielen in einem K.o.-Spiel pro Runde den Sieger aus. Der Sieger des Wettbewerbs qualifiziert sich für die im Folgejahr stattfindende Copa Sudamericana und spielt mit dem Meister um die Supercopa Peruana.

## Die Endspiele im Überblick
| Saison                                           | Austragungsort                     | Sieger           | Ergebnis      | Finalist           |
| ------------------------------------------------ | ---------------------------------- | ---------------- | ------------- | ------------------ |
| 2019                                             | Estadio Miguel Grau, Callao        | Atlético Grau    | 0:0 4:3 n. E. | Sport Huancayo     |
| 2020 wurde kein Wettbewerb ausgetragen.          |                                    |                  |               |                    |
| 2021                                             | Estadio Alejandro Villanueva, Lima | Sporting Cristal | 2:1           | Carlos A. Mannucci |
| 2022 bis 2024 wurde kein Wettbewerb ausgetragen. |                                    |                  |               |                    |

## Rangliste der Sieger
| Klub               | Titel | Jahr(e) | Finalist |
| ------------------ | ----- | ------- | -------- |
| Atlético Grau      | 1     | 2019    | –        |
| Sporting Cristal   | 1     | 2021    | –        |
| Sport Huancayo     | –     | –       | 1        |
| Carlos A. Mannucci | –     | –       | 1        |